# Mąka z amarantusa
Mąka z amarantusa, rodzaj mąki otrzymywany przez zmielenie jasnobrązowych, nieco większych od maku ziaren, pozyskiwanych z dojrzałych kwiatostanów szarłatu wyniosłego (amarantusa).    

## Historia
Roślinę tę uprawiano na mąkę ponad 4000 lat p.n.e. W Ameryce Północnej i Południowej, była jedną z podstawowych roślin uprawnych Inków, Azteków i Majów. Karmiono jej przetworami biegaczy i wojowników, ponieważ miała opinię pożywienia dającego dużo energii i podnoszącego wydolność fizyczną. Jej wartość odżywcza jest większa niż mąki z pszenicy, jęczmienia czy żyta. W Europie pojawiła się na przełomie XVI i XVII w. ale swoją popularność w odżywianiu odzyskała dopiero w latach 70. XX w. Prowadzone tym czasie badania naukowe w zakresie nowych możliwości zagospodarowania roślin alternatywnych do produkcji żywności, przyczyniły się do wzrostu zainteresowania tymi nasionami, charakteryzującymi się wysoką zawartością składników odżywczych. Obecnie nazywana jest mąką XXI wieku. 
Mąka jest używana w Europie, obu Amerykach, południowo-wschodniej Azji: Indiach, Nepalu, Chinach, oraz w Afryce.

## Właściwości i zastosowanie
Chociaż amarantus nie jest zbożem, pozyskiwana z niego mąka o lekko orzechowym smaku, ma kolor podobny do mąki pszennej i należy do rodzaju mąk bezglutenowych. Jest źródłem kwasów tłuszczowych, pierwiastków i minerałów. W jej składzie znajdują się m.in. błonnik, lunazyna, rutyna, fenole oraz skwalen. Zawiera witaminę E, witaminy z grupy B, sole mineralne, fosfor, magnez, potas, wapń i żelazo. Badania naukowe dowodzą również obecności innych korzystnych dla zdrowia związków. Jest surowcem do produkcji bezglutenowej żywności m.in. chlebów, ciastek, przekąsek, placków, naleśników, racuchów. Może być włączona do diety osób chorych na celiakię, oraz jest spożywana też przez wegetarian. Zalecana dla diabetyków z powodu niskiego indeksu glikemicznego, i zawartości cukrów złożonych, które nie podnoszą poziomu cukru we krwi.  

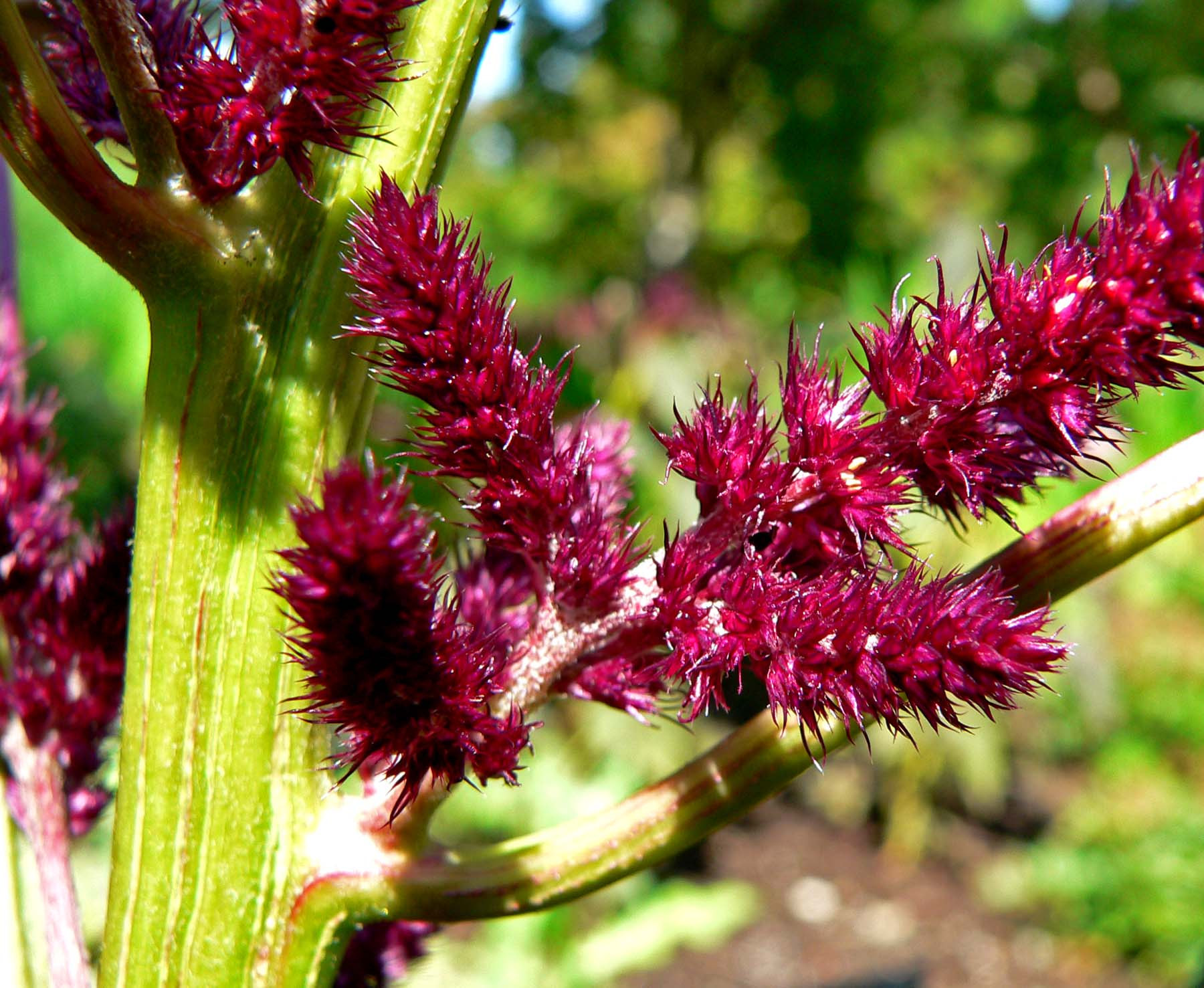
Amarantus, kwiatostan

Przeczytaj ostrzeżenie dotyczące informacji medycznych i pokrewnych zamieszczonych w Wikipedii.